# ФК’13
 Тази статия е за оригиналния клуб.  За новорегистрираният клуб вижте ФК’13 (основан 2018).  
„ФК`13“ („Футбол Клуб 13“) е софийско футболно сдружение, съществувало самостоятелно в периода 1909 – 1944 година.
Двукратен носител на Националната купа (Царската купа) – 1938 и 1940 г. Клубът обединява предимно интелигентни и образовани хора – настоящи или бъдещи юристи, лекари, дипломати, банкови чиновници, възпитаници на Военното на Негово величество училище. „ФК-13“ по-късно развива волейбол, баскетбол, хокей на лед. ФК-13 заедно със „Спортист“ от Варна са основоположниците на клубния футбол в България. Наричани са „ветераните“.
Районът на клуба обхваща квартала между булевард „Евлоги Георгиев“, улиците „Граф Игнатиев“, „Паренсов“, „Юрий Венелин“' и „Любен Каравелов“, или така наречената „Алигина махала“ в София.

## История
Началото на ФК-13 е положено през пролетта на 1909 г. Български ученици, учещи в Галатасарайския лицей в Цариград, сформират футболен отбор. Тимът става известен като „Футбол клуб“ или „Савата“ в чест на Сава Киров – един от пионерите на спорта в София, а също така и основател на клуба. След края на учебната година учениците се завръщат в София. В началните години Сава Киров е капитан на отбора, десен инсайд, секретар и касиер. Председател е до 1920 г. През 1910 г. част от основателите начело с Иван Матинчев се отделят като „Клуб Футбол“ или „отборът на Матинката“. Първите си международни мачове футболистите на Футбол клуб записват срещу тима на немската колония в София Турнферайн.
Клубът е регистриран официално през месец октомври 1913 г. Погрешно се смята, че цифрата 13 е заради годината на официалното основаване на клуба. Тази цифра е заради 13-те ученици, основали тима през 1909 г. Към клуба са създадени 4 тима, всеки от които е ръководен от капитан. Създават се и 12 детски чети с футболни отбори.
През 1915 г. тимът е сред поддръжниците на идеята за създаване на първенство на София, но Първата световна война осуетява тези планове. През 1920 г. Сава Киров е заменен на председателския пост от Пейко Пеев, който остава на него до 1924 г. През 1921 г. ФК 13 се включва в първото столично първенство и става част от организирания футбол в страната. След само 4 изиграни кръга обаче тимът напуска шампионата поради несъгласие със съдийството. По това време във ФК 13 играят и първите чуждестранни футболисти – бившите национали на Руската империя Александър Мартинов и Григорий Бохемски. Малко след това екипа на ФК 13 облича и дясното крило Фридрих Клюд. Клюд играе за тима почти до 40-годишна възраст и става първият натурализиран футболист в националния отбор на България.
През декември 1923 г. ФК 13 е сред учредителите на Българска национална спортна федерация (БНСФ). През 1924 г. банкерът Чезаре Мердзагора, благодател на отбора на Булкомит предлага обединение с ФК 13 в замяна на спонсорство и изграждане на модерен стадион. Обединението обаче е отказано, тъй като дейците на ФК 13 не искат да сменят името на тима. През 20-те години ФК 13 е редовен участник в столичния шампионат, като най-добрият резултат по това време е трето място.
През 1930 и 1931 г. отборът е финалист в турнира за купата „Улпия Сердика“. Основни футболисти по това време са левият бек Тодор Мищалов, играл над 15 сезона за отбора, националите Лозан Коцев, Никола Савов, Борислав Каменски, Никола Б. Николов. В два периода треньор на отбора е автриецът Франц Мантлер. Общо 16 футболисти на ФК 13 обличат екипа на националния отбор. Тодор Мищалов и Лозан Коцев в различни периоди играят в швейцарския Лозанспорт, като Коцев става шампион на Швейцария през сезон 1935/36.
През 1937 г. „ветераните“ се включват в Националната футболна дивизия. През 1938 г. ФК 13 печели Царската купа, която за първи път се провежда като отделен от държавното първенство турнир. Същият успех в повторен през 1940 г. По това време закратко тренировките на тима са водени от Франц Кьолер, който остава в тима няколко месеца. Най-доброто постижение на ФК 13 в Националната дивизия е 4-то място през 1937/38. След като националният шампионат прекратява същестуването си, ФК 13 печели елитната софийска дивизия през 1941 г. През този сезон „ветераните“ са подсилени с футболистите на Македония (Скопие) Кирил Симеонов и Трайче Серафимов – Жената.
Клубът съществува самостоятелно до 5 октомври 1944 г.,когато се обединява със Спортен клуб „Раковски“ под името „Раковски ФК“. Архивите на ФК 13 са унищожени през 50-те години на XX век.

## Игрище
Клубното игрище се намирало върху мястото на старото руско гробище, до съвременния стадион „Васил Левски“. Игрището е направено с доброволен труд. Имало е двуетажна дървена трибуна, като на горния етаж е имало стая за канцелария и домакинство. През лятото на 1928 г. общинските власти отнемат игрището и го присъединяват към съседния парцел на дружество „Юнак“.

## Успехи
Царска купа:
- Носител (2): 1938, 1940

Купа „Улпия Сердика“:
- Финалист (4): 1930, 1931, 1935, 1937

Софийска Първа дивизия:
- Шампион (1): 1941

Национална дивизия:
- 4-то място (1): 1938

Държавно първенство:
- 5-о място (1): 1941

## Известни футболисти
- Александър Соколов (вратар)
- Александър Щерев
- Борислав Каменски
- Димитър Николаев
- Иван Батанджиев
- Йордан Томов – Коми
- Лозан Коцев
- Никола Бобев
- Никола Савов (вратар)
- Сава Киров
- Спас Бенчев - Пачето
- Стефан Калъчев
- Стефан Цончев
- Тодор Мищалов
- Фридрих Клюд
- Александър Мартинов
- Григорий Бохемски

• Йордан Илиев